# Circuit Het Nieuwsblad 2012
La 67e édition du Circuit Het Nieuwsblad a eu lieu le 25 février 2012. Elle a été remportée lors d'un sprint à trois par le Belge Sep Vanmarcke (Garmin-Barracuda) devant son compatriote Tom Boonen (Omega Pharma-Quick Step) et l'Espagnol Juan Antonio Flecha (Sky).
L'épreuve fait partie de l'UCI Europe Tour 2012 en catégorie 1.HC.

## Présentation

### Équipes
Classé en catégorie 1.HC de l'UCI Europe Tour, le Circuit Het Nieuwsblad est par conséquent ouvert aux UCI ProTeams dans la limite de 70 % des équipes participantes, aux équipes continentales professionnelles, aux équipes continentales belges et à une équipe nationale belge.
L'organisateur a communiqué la liste des équipes invitées le 14 février 2012. 24 équipes participent à ce Circuit Het Nieuwsblad : 11 ProTeams et 13 équipes continentales professionnelles :
| ProTeams (11)- AG2R La Mondiale - BMC Racing Team - FDJ-BigMat - Garmin-Barracuda - GreenEDGE - Katusha Team - Lotto-Belisol - Omega Pharma-Quick Step - Rabobank - Sky - Vacansoleil - DCM Équipes continentales professionnelles (13)- Accent Jobs-Willems Veranda's - Bretagne-Schuller - Cofidis, le Crédit en Ligne - Team Europcar - Farnese Vini-Selle Italia - Landbouwkrediet-Euphony - NetApp - Project 1t4i - RusVelo - Saur-Sojasun - SpiderTech-C10 - Topsport Vlaanderen-Mercator - Team Type 1-Sanofi |
| |

### Favoris

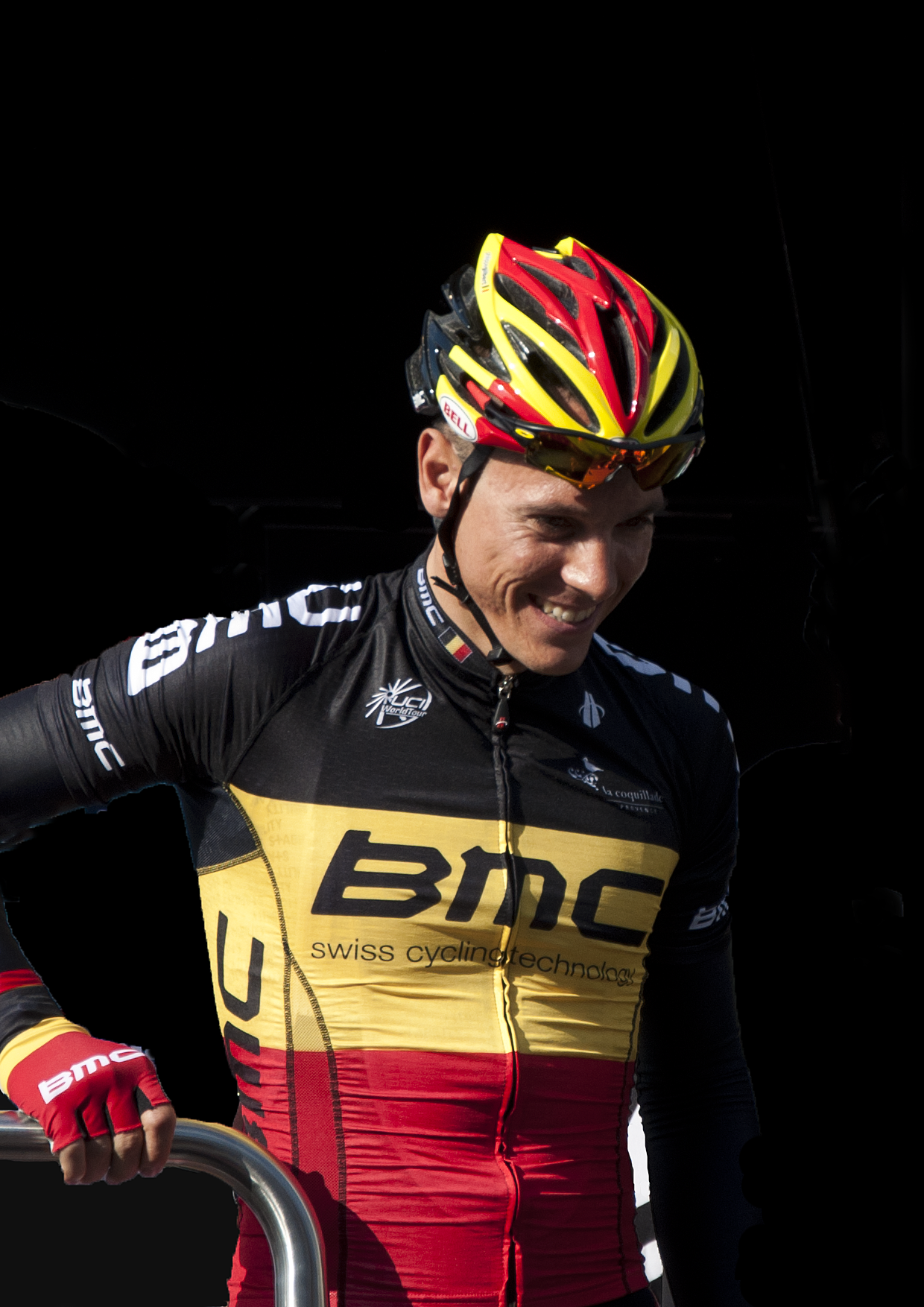
Philippe Gilbert, double vainqueur de l'épreuve (avant le départ).

Le Belge Tom Boonen (Omega Pharma-Quick Step) est l'un des grands favoris de cette course, seule grande classique pavée jamais remportée. Son compatriote Philippe Gilbert (BMC Racing) double vainqueur de l'épreuve en 2006 et 2008 est aussi un sérieux candidats à la victoire.
Parmi les outsiders, on peut citer le Néerlandais Sebastian Langeveld (GreenEDGE) vainqueur l'an dernier ainsi que le Espagnol Juan Antonio Flecha (Sky) souvent sur le podium et même vainqueur en 2010.
À noter aussi la présence du Français Sylvain Chavanel (Omega Pharma-Quick Step), du duo composé du Néerlandais Lars Boom et du danois Matti Breschel (Rabobank), des BMC Racing Alessandro Ballan, Thor Hushovd et Greg Van Avermaet, des Garmin-Barracuda Heinrich Haussler, Martijn Maaskant, Sep Vanmarcke et Johan Vansummeren ainsi que des Bernhard Eisel et Christopher Sutton de l'équipe Sky.

## Classement final
| \| Classement général \| Classement général \| Classement général \| Classement général \| Classement général \| \| Coureur \| Coureur \| Pays \| Équipe \| Temps \| \| ------------------ \| ------------------- \| ------------------ \| ----------------------------- \| ------------------ \| \| 1er \| Sep Vanmarcke \| Belgique \| Garmin-Barracuda \| 4 h 52 min 34 s \| \| 2e \| Tom Boonen \| Belgique \| Omega Pharma-Quick Step \| + 0 s \| \| 3e \| Juan Antonio Flecha \| Espagne \| Team Sky \| + 0 s \| \| 4e \| Heinrich Haussler \| Australie \| Garmin-Barracuda \| + 25 s \| \| 5e \| Greg Van Avermaet \| Belgique \| BMC Racing Team \| + 25 s \| \| 6e \| Marco Marcato \| Italie \| Vacansoleil-DCM \| + 25 s \| \| 7e \| Lloyd Mondory \| France \| AG2R La Mondiale \| + 25 s \| \| 8e \| Matthieu Ladagnous \| France \| FDJ-BigMat \| + 25 s \| \| 9e \| Alexandre Pichot \| France \| Team Europcar \| + 25 s \| \| 10e \| Staf Scheirlinckx \| Belgique \| Accent Jobs-Willems Veranda's \| + 25 s \| \| 11e \| John Degenkolb \| Allemagne \| Project 1t4i \| + 25 s \| \| 12e \| Luca Paolini \| Italie \| Katusha \| + 25 s \| \| 13e \| Maarten Wynants \| Belgique \| Rabobank \| + 25 s \| \| 14e \| Kristof Goddaert \| Belgique \| AG2R La Mondiale \| + 25 s \| \| 15e \| Bobbie Traksel \| Pays-Bas \| Landbouwkrediet-Euphony \| + 25 s \| \| 16e \| Sébastien Turgot \| France \| Team Europcar \| + 25 s \| \| 17e \| Leif Hoste \| Belgique \| Accent Jobs-Willems Veranda's \| + 25 s \| \| 18e \| Oscar Gatto \| Italie \| Farnese Vini-Selle Italia \| + 25 s \| \| 19e \| Jelle Wallays \| Belgique \| Topsport Vlaanderen-Mercator \| + 25 s \| \| 20e \| Frédéric Amorison \| Belgique \| Landbouwkrediet-Euphony \| + 25 s \| |                     |           |                               |                 |
| |                     |           |                               |                 |
| |                     |           |                               |                 |
| Classement général |                     |           |                               |                 |
| Coureur | Coureur             | Pays      | Équipe                        | Temps           |
| 1er | Sep Vanmarcke       | Belgique  | Garmin-Barracuda              | 4 h 52 min 34 s |
| 2e | Tom Boonen          | Belgique  | Omega Pharma-Quick Step       | + 0 s           |
| 3e | Juan Antonio Flecha | Espagne   | Team Sky                      | + 0 s           |
| 4e | Heinrich Haussler   | Australie | Garmin-Barracuda              | + 25 s          |
| 5e | Greg Van Avermaet   | Belgique  | BMC Racing Team               | + 25 s          |
| 6e | Marco Marcato       | Italie    | Vacansoleil-DCM               | + 25 s          |
| 7e | Lloyd Mondory       | France    | AG2R La Mondiale              | + 25 s          |
| 8e | Matthieu Ladagnous  | France    | FDJ-BigMat                    | + 25 s          |
| 9e | Alexandre Pichot    | France    | Team Europcar                 | + 25 s          |
| 10e | Staf Scheirlinckx   | Belgique  | Accent Jobs-Willems Veranda's | + 25 s          |
| 11e | John Degenkolb      | Allemagne | Project 1t4i                  | + 25 s          |
| 12e | Luca Paolini        | Italie    | Katusha                       | + 25 s          |
| 13e | Maarten Wynants     | Belgique  | Rabobank                      | + 25 s          |
| 14e | Kristof Goddaert    | Belgique  | AG2R La Mondiale              | + 25 s          |
| 15e | Bobbie Traksel      | Pays-Bas  | Landbouwkrediet-Euphony       | + 25 s          |
| 16e | Sébastien Turgot    | France    | Team Europcar                 | + 25 s          |
| 17e | Leif Hoste          | Belgique  | Accent Jobs-Willems Veranda's | + 25 s          |
| 18e | Oscar Gatto         | Italie    | Farnese Vini-Selle Italia     | + 25 s          |
| 19e | Jelle Wallays       | Belgique  | Topsport Vlaanderen-Mercator  | + 25 s          |
| 20e | Frédéric Amorison   | Belgique  | Landbouwkrediet-Euphony       | + 25 s          |

## Liste des participants
- Liste de départ complète